# Phanoxyla meridionalis
Phanoxyla meridionalis är en fjärilsart som beskrevs av Gehlen. 1928. Phanoxyla meridionalis ingår i släktet Phanoxyla och familjen svärmare. Inga underarter finns listade i Catalogue of Life.